# 탈리스카
탈리스카(포르투갈어: Talisca, 1994년 2월 1일 ~ )는 브라질의 축구 선수이다. 포지션은 공격수이며 현재 튀르키예 쉬페르리그의 페네르바흐체 소속이다.

## 클럽팀 경력
2007년 CR 바스쿠 다 가마의 유소년 팀에서 활동했으며 이후 EC 바이아의 유소년 팀에서 뛰었다. 2013년 바이아의 1군팀으로 승격되었다. 2013년 7월 7일 SC 코린치앙스 파울리스타와의 경기에서 프로 데뷔전을 치렀다. 이후 상파울루 FC 전에서 데뷔골을 기록하면서 데뷔 후 2경기만에 득점을 기록했다.
2014-15시즌을 앞두고 탈리스카는 포르투갈 프리메이라리가의 SL 벤피카로 이적했다. 탈리스카는 2014년 7월 18일 GD 이스토릴 프라이아와의 경기에서 벤피카 입단 이후 첫 골을 기록했다. 2014년 9월 12일 탈리스카는 비토리아 FC과의 경기에서 해트트릭을 기록하며 팀의 승리를 이끌었다. 9월 27일에 열린 GD 이스토릴 프라이아와의 리그 경기에서 멀티골을 기록하면서 5골로 득점 1위에 오르기도 했다. 2014년 11월 4일 AS 모나코와의 경기에서 UEFA 챔피언스리그 첫 골을 기록했다. 2014-15시즌에 44경기 출전, 11골을 기록하면서 성공적인 데뷔 시즌을 보냈다. 2015-16시즌에도 탈리스카는 벤피카에서 시즌을 치렀다. 2016년 3월 9일 FC 제니트 상트페테르부르크와의 UEFA 챔피언스리그 16강 2차전에서 후반 추가시간 팀의 승리를 확정짓는 쐐기골을 기록했다. 이 골로 팀은 합계 스코어 3-1로 8강전에 진출했다.
2016-17시즌을 앞두고 탈리스카는 터키 쉬페르리그의 베식타스 JK로 임대 이적했다. 2016년 9월 13일 원 소속팀인 SL 벤피카와의 챔피언스리그 경기에 출전했다. 탈리스카는 이 경기에서 후반 추가시간 극적인 동점골을 성공시키며 팀을 패배의 위기에서 구했다.
2018년 여름 이적시장에서 중국 슈퍼리그의 광저우 헝다로 임대 이적했다. 2018년 7월 18일 구이저우 헝펑과의 경기에서 중국 무대 데뷔전을 치렀다. 탈리스카는 이 경기에서 해트트릭을 기록하며 환상적인 데뷔전을 치렀다. 2018년 반 시즌을 치렀음에도 18경기 16득점이라는 엄청난 활약을 보여주었고, 2019시즌을 앞두고 광저우로 완전 이적했다. 2019년 3월 5일 산프레체 히로시마와의 경기에서 선제골을 넣으며 AFC 챔피언스리그 첫 골을 기록했다. 3월 12일 대구 FC와의 경기에서 53분 만회골을 기록했다. 하지만 팀의 3-1패배를 막지는 못했다.

## 국가대표팀 경력
2014년 11월 A매치를 앞두고 브라질 축구 국가대표팀에 차출되었다.

## 수상

### 팀
- 캄페오나토 바이아노 우승: 2014
- 프리메이라리가 우승: 2014-15, 2015-16
- 타사 다 리가 우승: 2014-15, 2015-16
- 수페르타사 칸디두 드 올리베이라 우승: 2014
- 쉬페르리그 우승: 2016-17
- 툴롱컵 우승: 2013
- 중국 슈퍼리그 우승: 2019

### 개인
- 포르투갈 이달의 선수: 2014년 8월, 2014년 9월
- 타사 다 리가 득점왕: 2015-16